# Baia di Mallows
La baia di Mallows è una piccola baia sita sulla costa orientale del fiume Potomac, nel Maryland. Sita nel territorio della contea di Charles, circa 50 km a sud di Washington, la baia è sede di quella che è considerata la "più grande flotta di relitti dell'emisfero occidentale", motivo per cui è spesso descritta come un "cimitero di navi" e per il quale, il 9 settembre 2019, è stata inserita nel registro dei Santuari Marini Nazionali degli Stati Uniti d'America assieme a una porzione ad essa antistante del Potomac.

## Geografia e toponimo
Larga circa un chilometro all'imboccatura, la baia di Mallows si trova lungo la costa orientale del fiume Potomac, dove si apre tra Sandy Point, a nord, e Liverpool Point, a sud, e dove si estende poi per circa 400 m nell'entroterra della costa con un percorso a forma di U. Data la sua vicinanza all'estuario del fiume, la baia si trova nella zona di interfaccia tra acqua dolce e acqua salata, tanto che le sue acque, la cui profondità è di circa 90 cm in regime di bassa marea, hanno una salinità che varia da 0 a 5000 ppm, a seconda della stagione.
Un tempo chiamata Marlow's Creek, in onore di un proprietario terriero locale, la baia è diventata in seguito nota con il suo attuale nome in virtù della fitta popolazione di altea comune, una pianta caratterizzata da fiori dal colore delicato, variabile dal rosa malva al rosso porpora, e che negli Stati Uniti è chiamata anche marsh mallow, presente sulle sue coste.

## Flotta fantasma

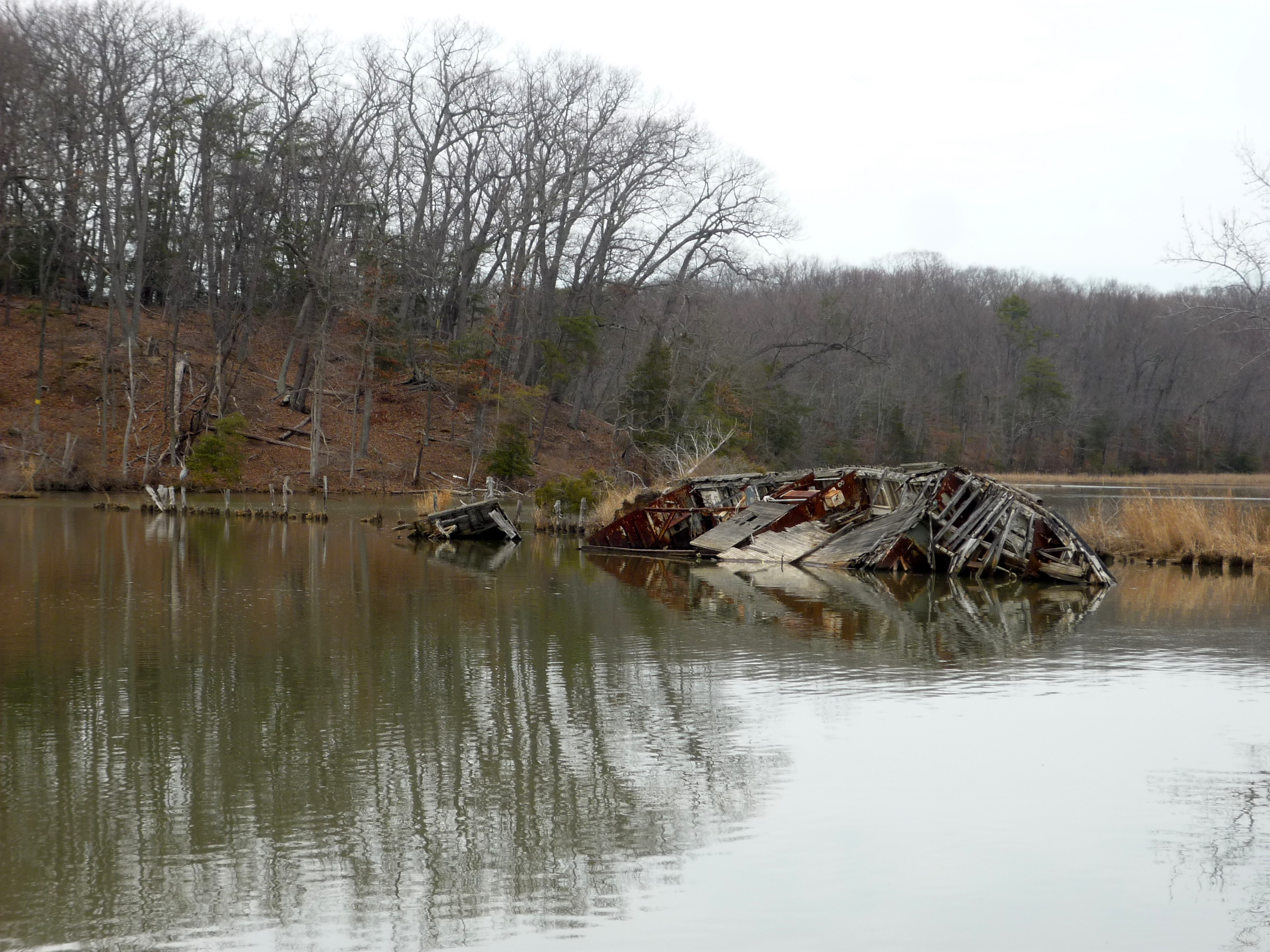
Uno dei tanti relitti affioranti nella baia

La cosiddetta "flotta fantasma" della baia di Mallows è costituita da un totale di circa 200 relitti più o meno completi di vari tipi di imbarcazioni, la maggior parte delle quali apparteneva un tempo alla United States Shipping Board, giacenti nelle acque relativamente basse della baia. Delle imbarcazioni presenti, più di 100 erano piroscafi transatlantici dallo scafo in legno costruiti durante la Prima guerra mondiale che, al momento del loro completamento, successivo alla fine delle ostilità, erano già diventati obsoleti, dato il successo ottenuto nel frattempo dai motori diesel.
Tra il 1899 e il 1915 i cantieri navali statunitensi avevano varato navi mercantili transatlantiche per un totale di sole 540 000 tonnellate; tuttavia, con l'entrata in guerra degli Stati Uniti d'America nell'aprile del 1917, quando in Europa gli scontri infuriavano già da due anni e mezzo e quando l'Atlantico era infestato dai sommergibili tedeschi, il governò stimò che il paese avrebbe avuto bisogno di varare natanti mercantili per 6 milioni di tonnellate in 18 mesi, onde rifornire le truppe e gli alleati nel Vecchio Continente e considerando il tasso di successo delle traversate oceaniche. Per far fronte a una simile produzione, William Denman, presidente dello United States Shipping Board, accettò il progetto dell'ingegner Frederic Eustis, il quale, al posto delle costose navi in acciaio, suggerì lo sviluppo di un vasto programma di costruzioni navali in legno che avrebbe portato alla realizzazione di navi più economiche e veloci da costruire, e fondò, con il beneplacito del Presidente Woodrow Wilson, la Emergency Fleet Corporation (EFC) perché supervisionasse la
costruzione delle navi da parte di imprese private, ponendovi a capo George Washington Goethals, già famoso per il suo ruolo di protagonista nella realizzazione del Canale di Panama. Gli ambiziosi piani di Denman prevedevano il varo di 1 000 navi a vapore in legno - in particolare pino giallo o abete di Douglas -, con una capacità di carico media di 3 500 tonnellate ciascuna, nel giro di 18 mesi; un'impresa per la quale si decise che le navi sarebbero state realizzate su un progetto standardizzato realizzato da Theodore Ferris, l'ingegnere navale dell'EFC, che sarebbe stato istituto un complesso nazionale di scuole di formazione per falegnami ed artigiani, e che sarebbero stati coinvolti ben 87 cantieri navali dislocati in tutto il Paese.
A causa di lungaggini burocratiche, di contrasti tra Denman e Goethals e di una certa opposizione politica all'idea stessa di un programma di navi a vapore transatlantiche in legno, i primi 433 natanti furono commissionati con parecchio ritardo, tanto che il primo scafo fu varato solo all'inizio di dicembre del 1917 e che nell'ottobre 1918 solo 134 di essi erano stati completati, con 263 ancora in fase di principio. Quando l'11 novembre dello stesso anno la Germania si arrese, nessuno dei piroscafi varati aveva ancora mai attraversato l'Atlantico, e, a seguito di un'indagine del Senato che scoprì che di un ordine totale di 731 piroscafi in legno, solo 98 erano stati effettivamente consegnati, e di questi solo 76 avevano in effetti trasportato merci a fini commerciali, divamparono feroci polemiche secondo cui le navi erano state sia mal progettate che mal costruite. La produzione delle navi tuttavia andò avanti, con il numero di imbarcazioni consegnate che arrivò a 264 nel settembre del 1919, mentre il numero di quelle che aveva attraversato almeno una volta l'Atlantico era salito a 195. Data la triste economia del primo dopoguerra e l'introduzione del motore diesel, che in breve rese obsoleti gli impianti di combustione del carbone della flotta, la marina statunitense decise però di disfarsi delle navi, costate ognuna tra 700 000 e 1 000 000 di dollari, mettendole dapprima alla fonda nel fiume James, in Virginia, e poi, nel settembre 1922, vendendone 233 per un totale di 750 000 dollari alla Western Marine & Salvage Company, la quale stimò di poter guadagnare circa 10 000 dollari dalla vendita dei rottami di ciascuna nave.
Secondo il proprio progetto, la Western Marine contava di rimorchiare le navi dalle acque di Widewater, dove le aveva fatte trasportare dal governo, una per una fino ad Alexandria, dove le avrebbe fatte spogliare di tutti i macchinari da rottamare, e quindi di riportarle a Widewater, bruciare lo scafo dopo averlo spiaggiato, recuperare dai resti tutti i rottami possibili e infine trascinare il relitto in una vicina palude dove insabbiarlo. Tuttavia, sin da subito il progetto si rivelò difficoltoso, poiché diversi scafi ormeggiati a Widewater furono bruciati quando erano ancora all'ancora, ostacolando la navigazione del luogo, in cui era presente la più importante attività di pesca di agoni e aringhe sul Potomac, e sollevando le proteste dei marinai locali che divennero in seguito così importanti da costringere l'azienda a interrompere le operazioni e a trasferirle altrove. Nell'aprile 1924, la società acquistò quindi 566 acri di terreno agricolo attorno alla baia di Mallows, proprio di fronte a Widewater, decisa a trasferire lì le proprie operazioni, per velocizzare la quali realizzò nei pressi di Sandy Point una serie di infrastrutture quali moli e ferrovie. I problemi con i marinai locali non tardarono comunque ad arrivare e così, per velocizzare il tutto, poco prima dell'alba del 7 novembre 1925, l'azienda mise in atto la più grande distruzione navale mai avvenuta negli Stati Uniti in tempo di pace, dando fuoco a 31 imbarcazioni contemporaneamente e trascinando poi i relitti sulle coste della baia per dare inizio alle rottamazioni.
Negli anni, le attività di rottamazione cominciarono però nuovamente a rallentare finché le entrate non riuscirono più a compensare le spese. All'agosto del 1929, la Western Marine aveva portato nella baia un totale di 169 scafi ma, con il crollo del 29 ottobre successivo, il prezzo del rottame andò velocemente a picco e la società fu costretta a interrompere ogni operazione. Nel 1931, infine, la Western Marine fallì, cessando le attività senza provvedere allo smantellamento e distruzione delle carcasse che, con il proseguire degli anni, divennero fonte di approvvigionamento di una sorta di industria artigianale del recupero rottami, nonché, nel caso di quelle meglio conservate, sede di almeno cinque case chiuse.
La "flotta fantasma" rimase quindi fuori dalle attenzioni governative fino al 1942, quando l'entrata nella Seconda guerra mondiale degli Stati Uniti accese nuovamente i riflettori su di essa in quanto fonte di rottame utile allo sforzo bellico. Il governo federale costituì quindi la Metals Reserve Company, la quale stipulò un contratto da 200 000 dollari con la Bethlehem Steel Corporation perché recuperasse 20 000 tonnellate di ferro dalle navi. La Bethlehem Steel, che costruì un apposito bacino di recupero nella baia, lavorò nel sito fino al 22 settembre 1944, trasportando il materiale recuperato in una struttura vicino a Baltimora, quando, dati gli scarsi risultati, chiuse il progetto lasciando dietro di sé oltre 100 relitti.
Nel 1963, su pressante richiesta di un gruppo di pescatori locali e della ditta Idamont Inc., che aveva acquistato il terreno dalla contea, il Congresso richiese che l'Army Corps of Engineers si adoperasse alla rimozione dei relitti, tuttavia quest'ultimo affermò che ciò avrebbe significato spendere soldi pubblici in favore dell'interesse di privati e l'operazione terminò sul nascere. Nel 1968, agendo in merito a una speciale disposizione dello storico Rivers and Harbours Act, il Congresso ordinò nuovamente la distruzione delle carcasse, tuttavia, nel corso della udienze congressuali che seguirono, emerse che la Idamont era in realtà un'azienda fittizia che agiva per ordine di Potomac Electric Power Company, la quale aveva acquistato tramite essa il terreno con lo scopo di farlo sgomberare a spese del governo, onde consentire il passaggio alle imbarcazioni d'appoggio per la realizzazione di una centrale elettrica, senza aver comunicato le proprie intenzioni agli azionisti e quindi in violazione delle regole della Securities and Exchange Commission sulla divulgazione. Inoltre, durante le udienze, il Chesapeake Biological Laboratory, la National Audubon Society e il dipartimento dell'interno, affermarono che con il passare degli anni i relitti erano diventati parte integrante dell'ambiente, tanto che la loro rimozione avrebbe gravemente contribuito all'inquinamento e al danneggiamento dell'habitat delle numerose forme di vita che avevano ricominciato a popolare l'area dopo lo sfruttamento avvenuto nei decenni precedenti. In breve, il tutto portò quindi all'accantonamento del progetto di rimozione dei relitti, il cui numero continuò peraltro ad aumentare con l'aggiunta di altre carcasse di imbarcazioni civili.

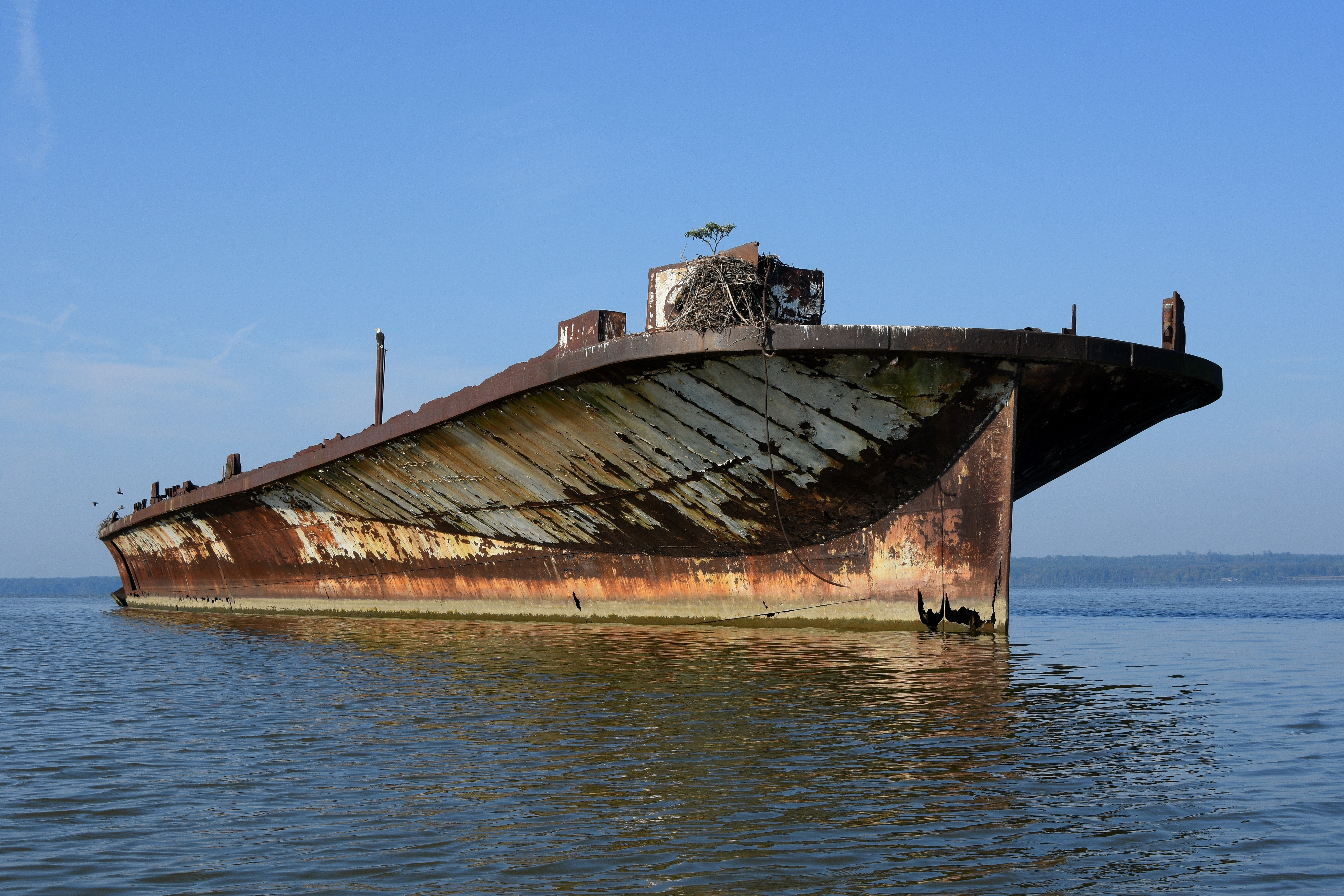
Il relitto dell'Accomac, trasportato nella baia negli anni 1970

Nel marzo 1993, con una sovvenzione statale del Maryland, fu organizzato il primo studio atto a identificare, registrare e valutare tutti i relitti presenti nelle acque della baia di Mallows. Nel corso dei due anni successivi fu identificato un totale di 88 navi in legno appartenenti all'EFC, più diversi altri relitti tra cui quelli di 12 chiatte, di un traghetto chiamato SS Accomac, rimorchiato nella baia attorno al 1973, di una barca risalente probabilmente alla guerra d'indipendenza americana, di diverse canoe e scuna e di varie altre imbarcazioni da lavoro. 
Le ricerche hanno anche evidenziato come una simile concentrazione di relitti in un'area così piccola abbia inciso sull'ambiente locale creando una sorta di ambiente artificiale in cui ogni relitto è diventato un piccolo ecosistema e che apparentemente contrasta l'inquinamento delle acque del Potomac, filtrandole, fornendo al tempo stesso un habitat e cibo a un'ampia gamma di forme di vita e quindi contribuendo in modo significativo alla fioritura della biodiversità delle acque della baia.
In virtù di questo, nel settembre 2019, un'area di circa 45,5 km² comprendente la baia di Mallows e un tratto del fiume Potomac è stata dichiarata Santuario Marino Nazionale e designata quindi come area marina protetta.